# Syrmaticus soemmerringii

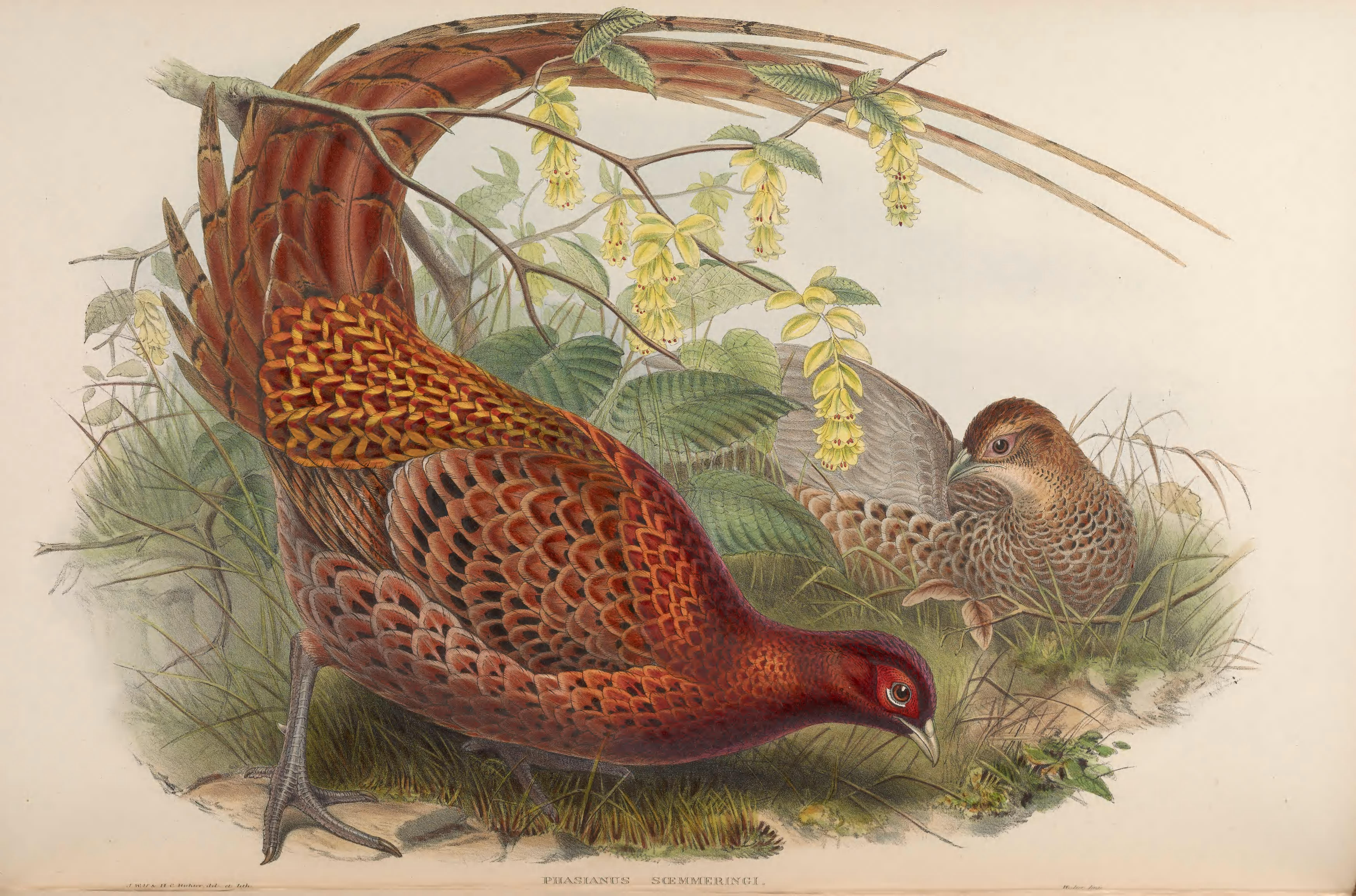
Coppia di S. s. soemmerringii.

Il fagiano ramato o fagiano di Soemmerring (Syrmaticus soemmerringii (Temminck, 1830)) è un uccello della famiglia dei Fasianidi endemico del Giappone. La specie venne descritta da Coenraad Jacob Temminck (1778-1850), ornitologo e sistematico olandese, che nel 1830 gli attribuì il suo epiteto specifico in onore al medico tedesco anatomista, paleontologo e inventore Samuel Thomas von Sömmerring (1755-1830), originario di Thorn (oggi Toruń), in Polonia.

## Descrizione

### Dimensioni
Il maschio misura 85-140 cm di lunghezza, dei quali 45-100 spettanti alla coda, per un peso di 1000-1700 g. La femmina, molto più piccola, misura 50-60 cm di lunghezza, dei quali 25-30 spettanti alla coda, per un peso di 800-1100 g.

### Aspetto
Nel maschio la testa è castano-rossiccia con i lati, a partire dalla base dell'occipite, privi di piume e costituiti da pelle nuda rosso scarlatta fortemente papillata, ancora più evidente durante il periodo riproduttivo. Il collo e le ali sono marroni con orlature e variegature nere e giallo-dorate. Le parti superiori del corpo sono contraddistinte da piume che presentano bordature color oro-carnicino, mentre le zone inferiori risultano castano scure e nere. La coda, relativamente lunga, è composta da 18 penne con le timoniere centrali molto scure, ampie, non particolarmente appuntite e caratterizzate da 9 a 14 barrature. Le zampe sono forti e dotate di corti e tozzi speroni sui tarsi.
La femmina, pur non possedendo le iridescenze del piumaggio del maschio, né la lunga coda, non manca di un certo fascino. La livrea, essendo complessivamente marrone fortemente macchiata, nonché variegata, di marrone scuro e nero, risulta altamente mimetica nell'habitat in cui solitamente vive; sotto agli anelli oculari vi è una breve striscia bianca, che tuttavia non costituisce una caratteristica predominante; inoltre alcune femmine possono presentare delle zone di pelle nuda ai lati della testa, seppur non ampie, rosse e papillate come quelle del maschio. Solitamente gli speroni sui tarsi sono assenti o solo appena accennati.

## Biologia

### Alimentazione
La dieta dei fagiani ramati è composta principalmente da ghiande, noci e bacche, oltre a erbe varie e loro semi, foglie, soprattutto di felci, fiori, radici carnose e bulbi, ai quali aggiungono insetti e occasionalmente piccoli vertebrati. La ricerca del cibo li costringe a vagare stando costantemente sul terreno, ma all'imbrunire salgono sui rami alti di grosse piante nella speranza di sfuggire ai numerosi nemici.

### Riproduzione
Sono animali che vivono generalmente da soli o in piccoli gruppi familiari composti solitamente dalla madre e dai giovani dello stesso anno che possono rimanere assieme per tutto l'inverno. Col sopraggiungere della bella stagione si separano per formare le coppie, e in questo periodo i maschi divengono estremamente territoriali e aggressivi nei confronti di possibili avversari quanto di altri animali anche più grossi di loro. Tuttavia, anche le femmine possono dimostrare una forte intolleranza nei confronti delle congeneri che abbiano a invadere, anche casualmente, i territori dei maschi. Il nido, celato in luoghi il più possibile isolati e tranquilli, consiste in una depressione del terreno poco profonda modellata col corpo dalla stessa femmina e rifinita con i materiali morbidi trovati nelle immediate vicinanze. Di norma vengono deposte 6-12 uova (mediamente 7-10) che vengono incubate dalla sola femmina per 24-25 giorni, con il maschio nei pressi a fare più o meno consapevolmente la guardia, oppure a pavoneggiarsi all'interno del suo territorio.

## Distribuzione e habitat
Il fagiano ramato vive unicamente in Giappone, nelle isole di Honshū, Kyūshū e Shikoku, dove frequenta le foreste fitte e impenetrabili di conifere miste a latifoglie avvolte in una umida penombra, caratterizzate da sottobosco scarso o del tutto assente, con suolo ricoperto da foglie secche e marcescenze vegetali, che nel gioco di luci e ombre esaltano al massimo il mimetismo dato dai colori della livrea di entrambi i sessi, e le aree secondarie con rimboschimento naturale o effettuato dall'uomo, ad altezze comprese tra il livello del mare e i 1800 metri.

## Tassonomia
La variabilità geografica è molto pronunciata, seppur graduale (clinale). Le sottospecie settentrionali presentano generalmente un piumaggio molto più chiaro di quello della sottospecie nominale descritta in precedenza; i maschi hanno la testa di colore più marrone, ma il piumaggio del corpo è molto ricco di contrasti a causa degli ampi orli color crema e del centro scuro delle piume, e nel complesso appare chiaro. Il piumaggio delle femmine appare ancora più contrastato. Verso sud, le sottospecie diventano monocromatiche e più scure. Le sottospecie riconosciute sono cinque:

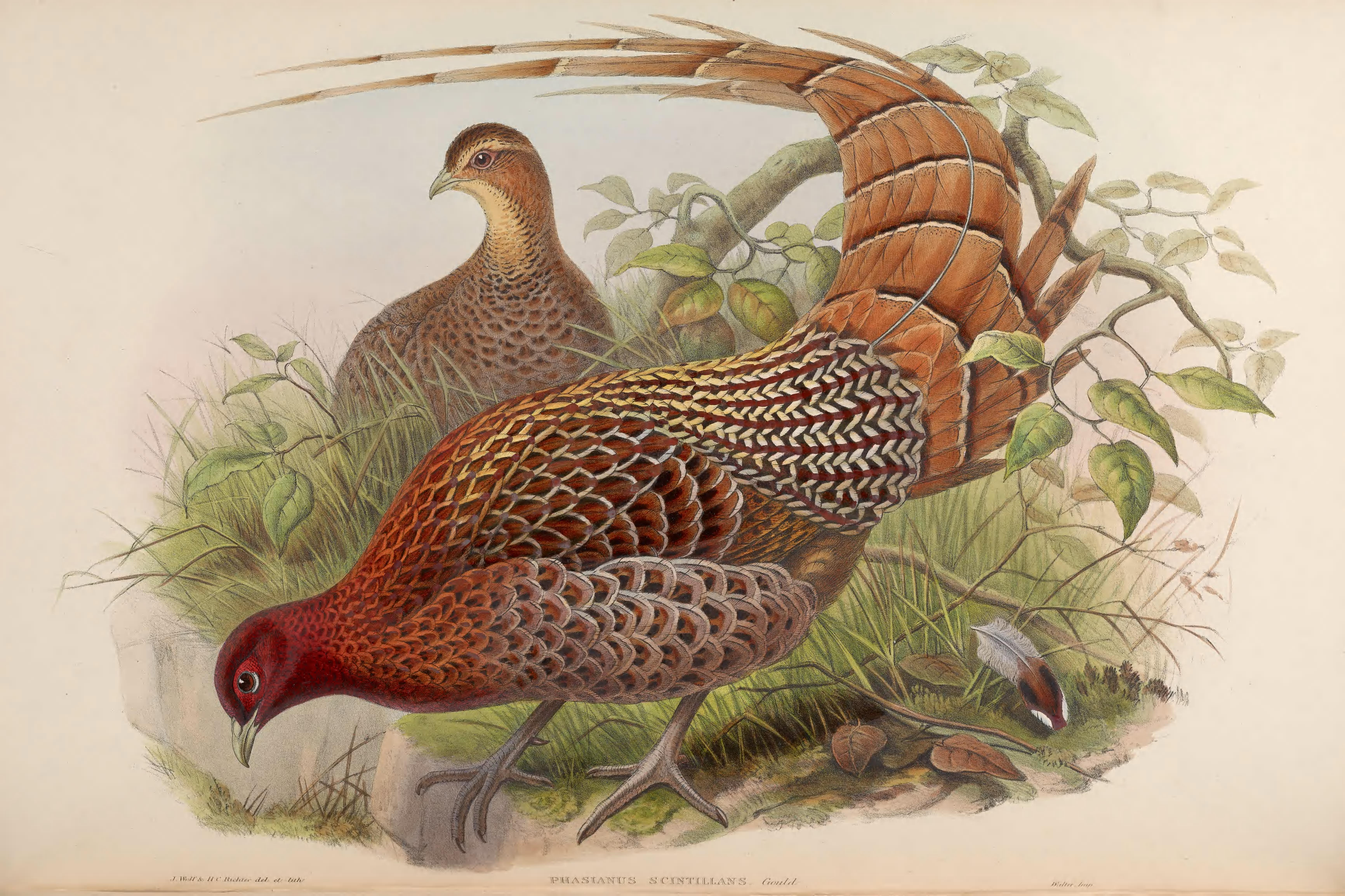
Maschio e femmina di S. s. scintillans.

- S. s. scintillans (Gould, 1866), il fagiano scintillante, diffuso nelle regioni settentrionali e centrali di Honshū. Nel maschio la testa è di colore arancio-castano scuro e le piume del collo marrone chiaro sono caratterizzate da larghe macchie contraddistinte da orlature castano-ramate con iridescenze violacee alla base di quest'ultimo. Il piumaggio del corpo è dello stesso colore, ma con evidenti bordature fulve ai lati delle piume, che su dorso e groppone divengono grandi e bianche, con toni di castano e bianco che possono variare da soggetto a soggetto; superiormente le timoniere si presentano color cannella e attraversate da strette barre nere ampiamente bordate di castano scuro, mentre inferiormente sono fulve e maculate di nero; inoltre, queste penne appaiono molto diverse fra loro, con quelle centrali che possiedono da 7 a 13 barre. Il petto è castano chiaro con macchie nere tanto finemente orlate di grigio cenere chiaro da riprodurre l'aspetto di un merletto; le penne dei fianchi e dell'addome sono più chiare, con bordature fulvo-cuoio pallido. Le piume che coprono cosce, ventre e sottocoda sono castane con ocelli neri delimitati di bianco, le remiganti primarie e secondarie sono barrate di bianco con variegature bruno-nerastre, le copritrici e le remiganti terziarie sono simili ma meno evidenti. Per quanto riguarda la colorazione generale, la femmina è simile a quella del fagiano di Hume e di Elliot, ma presenta variegature sulla parte superiore del corpo e sul petto molto più strette e poco evidenti. Il vertice del capo è marrone scuro, la gola è fulvo-castano chiaro brillante; i lati della testa, il collo, la schiena e le ali sono pesantemente evidenziati da maculature bruno-nerastre che formano una specie di collare irregolare sotto alla gola, il dorso e il groppone sono fortemente variegati di grigio, le parti inferiori del corpo sono quasi uguali a quelle della femmina del fagiano di Elliot, ma più fulve, le timoniere centrali sono marroni con bordature castano-grigie[4].

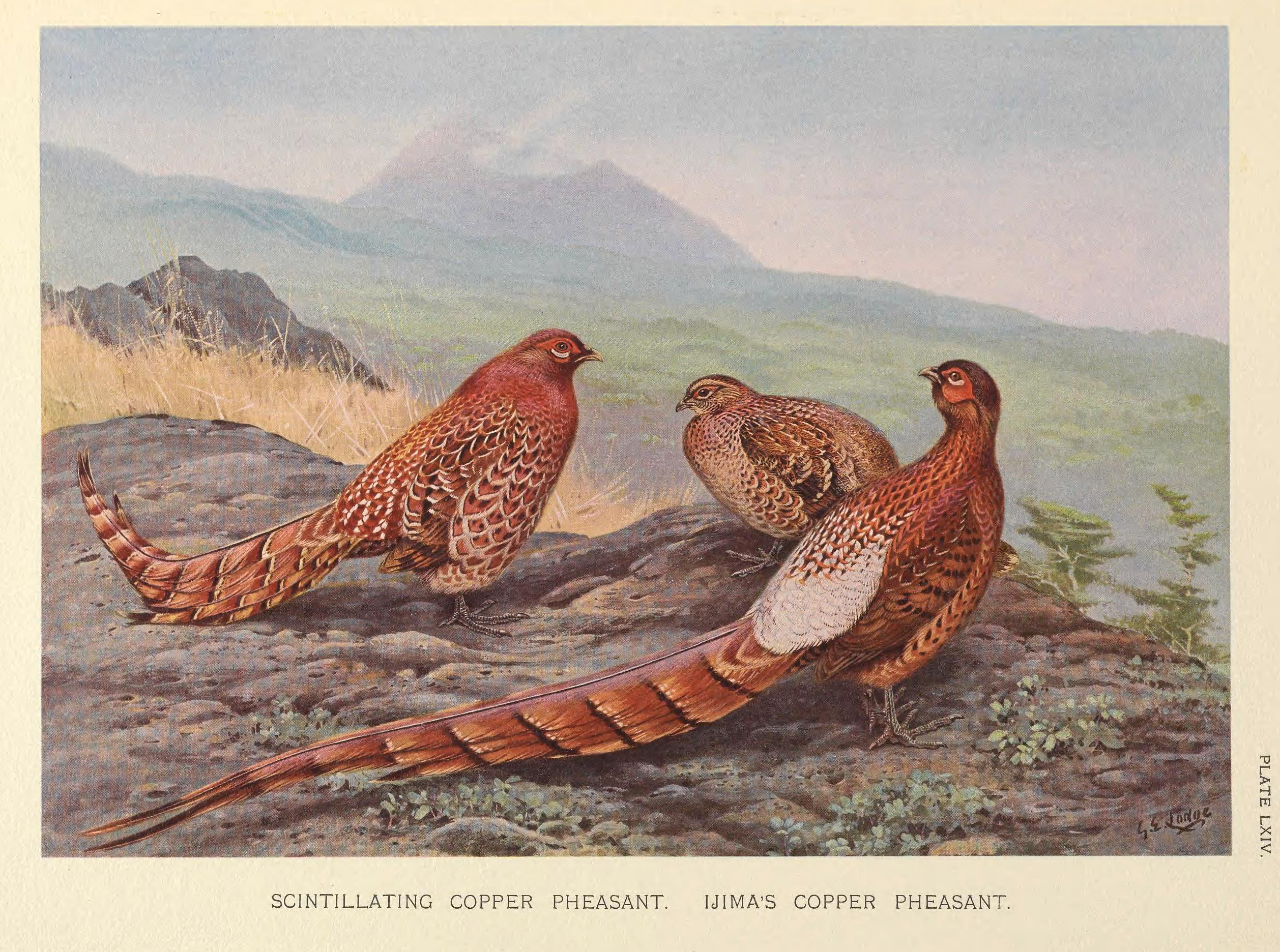
S. s. scintillans e S. s. ijimae.

- S. s. subrufus (Kuroda, 1919), il fagiano ramato del Pacifico, diffuso nelle regioni sud-orientali di Honshū e in quelle sud-occidentali di Shikoku. Si differenzia dalle altre sottospecie per la colorazione rosso scuro della livrea con orlature arancio-dorato metallico; sul groppone si possono evidenziare alcune screziature bianche, tuttavia sempre molto ridotte e poco evidenti. La coda è più ampia rispetto a quella di S. s. intermedius, ma non così chiara come quella di S. s. scintillans e comunque con tonalità variabili e instabili. La femmina è pressoché identica a quella di S. s. scintillans[4].

- S. s. intermedius (Kuroda, 1919), il fagiano ramato di Shikoku, diffuso nelle regioni sud-occidentali di Honshū e a Shikoku. Ha la colorazione della livrea molto simile a S. s. scintillans, ma leggermente più scura e più ricca di rosso soprattutto sulla coda, che si presenta anche più lunga rispetto a quella di quest'ultimo; le piume di petto, ventre, dorso, groppone e scapolari sono contraddistinte da evidenti orlature color oro metallico. La femmina è pressoché identica a quella di S. s. scintillans[4].

- S. s. soemmerringii (Temminck, 1830), il fagiano di Sömmerring, diffuso nelle regioni settentrionali e centrali di Kyushu.

- S. s. ijimae (Dresser, 1902), il fagiano ramato di Ijima, diffuso nelle regioni sud-orientali di Kyushu. Il maschio è simile a S. s. soemmerringii, ma presenta larghe variegature bianche su dorso e groppone; le copritrici superiori della coda presentano sottili screziature bianche. Tuttavia esiste una notevole variazione tra individui relativa alla larghezza delle variegature bianche, nonché all'aspetto generale della parte bassa della schiena e del dorso, che possono essere di un bianco più puro, di un rosso più intenso o meno maculati di bianco a seconda dell'individuo. La femmina è pressoché identica a quella di S. s. soemmerringii[4].

## Conservazione
In passato il fagiano ramato era una specie comune, ma negli ultimi tempi sembra essere diminuito considerevolmente, a causa soprattutto della caccia su larga scala, ed è attualmente considerato raro. Anche se negli anni '70 il numero degli esemplari abbattuti ogni anno diminuì rapidamente da 800.000 a 300.000, prima di stabilizzarsi intorno ai 100.000 negli anni '90, e la caccia alle femmine è divenuta illegale a partire dal 1976, il degrado ambientale desta ancora fonte di preoccupazione. Inoltre, cani e gatti randagi costituiscono un fattore limitante per il successo delle nidiate e l'ibridazione tra le cinque diverse sottospecie può essere considerata come una reale preoccupazione per il futuro. Pertanto, per tutta questa serie di motivi, non si può dire che la sopravvivenza della specie sia completamente garantita.